# Diplomatica
(Pratesi, pp. 8-9)
La diplomatica (derivante dal latino diploma, nel senso di lettera credenziale) è una disciplina nata nella seconda metà del secolo XVII che ha come oggetto di studio i concetti, le tecniche e le procedure per giudicare la genuinità giuridica o meno del documento medievale, sia nella sua dimensione pubblica sia in quella privata. Inizialmente vista come una scienza ausiliaria della storia, nel corso del XIX e XX secolo la diplomatica è diventata una scienza a sé stante, di aiuto nella ricerca storica.

## Storia

### Prodromi della disciplina: Petrarca e Valla

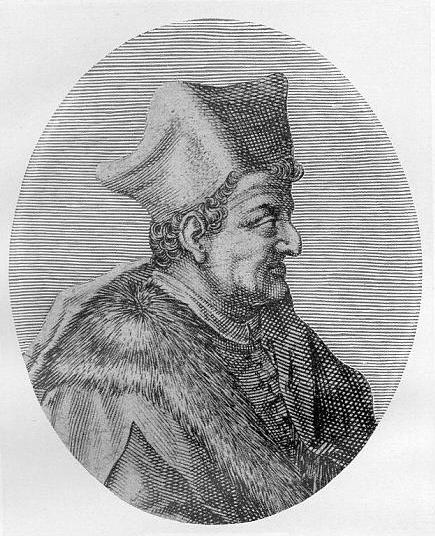
Lorenzo Valla.

Alla base dello studio dei documenti, così come sarà sviluppato dalla scienza diplomatica nei secoli seguenti, ci furono gli importanti studi filologici compiuti dagli umanisti nel corso del XV secolo. Il precursore dell'umanesimo rinascimentale, il letterato e filologo Francesco Petrarca, già nel 1361 dimostrò la falsità dei pretesi privilegi concessi agli Asburgo d'Austria da Cesare e da Nerone su richiesta dell'imperatore Carlo IV.
Un secolo più tardi, il romano Lorenzo Valla dimostrò, nel 1440, la falsità della donazione che l'imperatore romano Costantino fece a papa Silvestro I sulla base di fattori linguistici, filologici e anche giuridici, chiamando quindi in causa la natura "giuridica" della scienza diplomatica. La dissertazione dell'umanista romano uscì, però, soltanto nel 1517, decenni dopo la morte dell’autore, sotto il nome di Discorso sulla donazione di Costantino, falsamente creduta autentica.

### Nascita della diplomatica come scienza

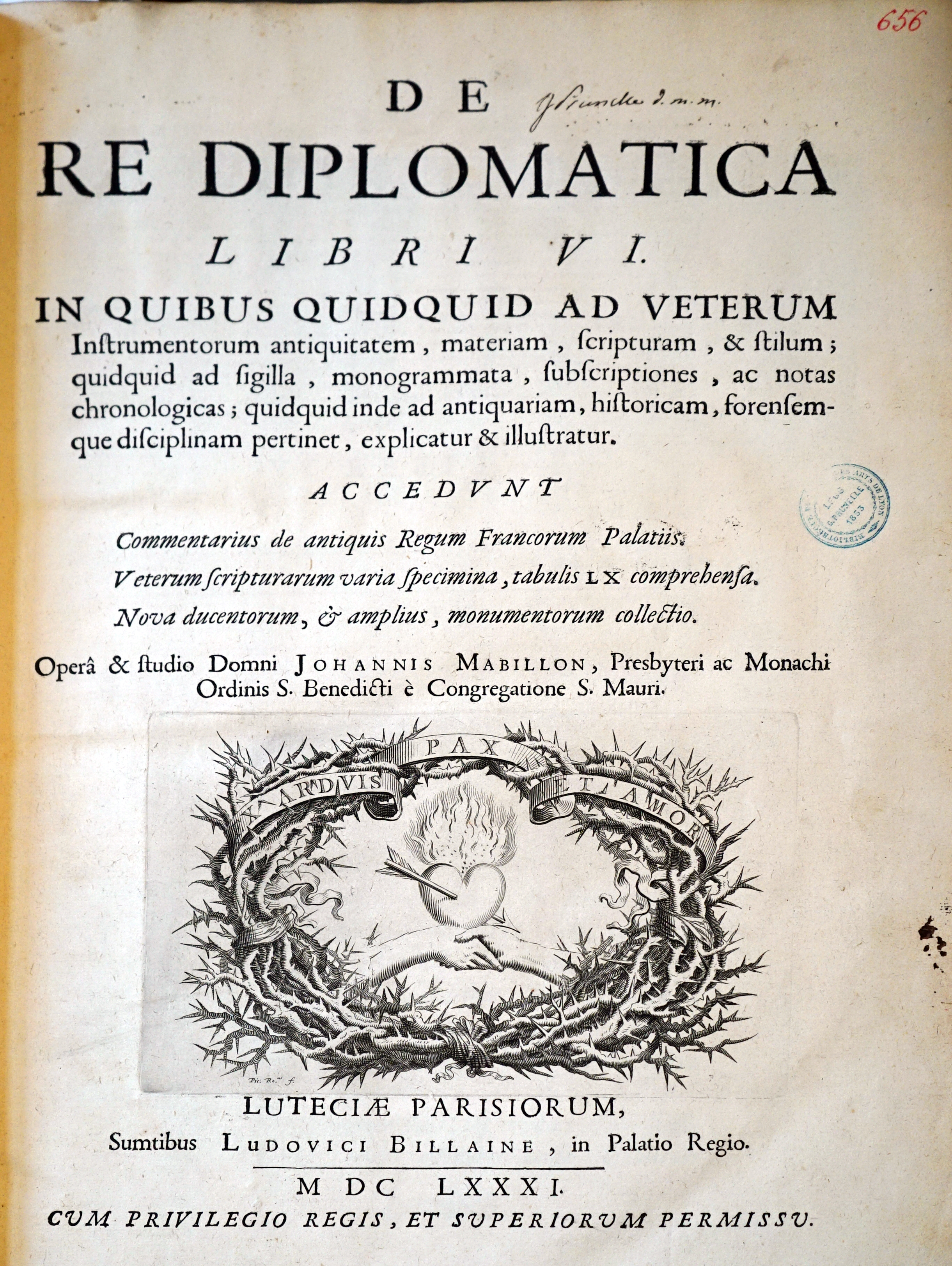
De re diplomatica.

#### IBella diplomatica: Jean Mabillon e ilDe re diplomatica(1681)
La diplomatica, come scienza, nacque sul finire del XVII secolo in piena età controriformista allorché i vari dotti appartenenti al clero incominciarono a studiare l'autenticità dei documenti della storia della Chiesa. All'interno di questi gruppi di studiosi nacquero delle disquisizioni sulle conclusioni di uno o di un altro autore, determinando i cosiddetti bella diplomatica.

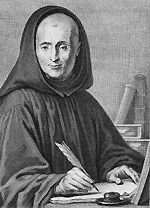
Jean Mabillon.

In particolare la disputa ebbe inizio tra un gruppo di eruditi gesuiti di Anversa, impegnati nella pubblicazione degli Acta sanctorum incominciata a suo tempo da Jean Bolland (dal cui nome furono poi denominati bollandisti) e i benedettini francesi della congregazione di San Mauro (detti dunque maurini) che, presso l'abbazia di Saint-Germain-des-Prés, stavano curando e studiando dei documenti d'età merovingia.
Nel 1675 il bollandista Daniel Papebroch, nell'introduzione al secondo tomo degli Acta sanctorum Aprilis (introduzione denominata anche col nome di Propylaeum antiquarium circa veri ac falsi discrimen in vetustis membranis), giunse a un tale rigore di critica filologica e diplomatica che, inficiando di falso un diploma di Dagoberto I, finì col gettare discredito su un gran numero di carte dell'epoca merovingica studiate dai Maurini. Ciò suscitò una forte reazione da parte dei padri maurini i quali, colpiti, sia pur indirettamente, da un indirizzo così radicale, decisero di rispondere alla provocazione del gesuita Papebroch. Contro le tesi di quest'ultimo il padre maurino Jean Mabillon (1632-1707) scrisse, nel 1681, i De re diplomatica libri VI, l'opera che rappresenta il capostipite della diplomatica. In tale volume, Mabillon non negò l'indirizzo del Papebroch, ma rispetto a questi distinse varie categorie dei documenti prendendo in considerazione quelli che verranno definiti poi come gli elementi intrinseci ed estrinseci, instaurando così un metodo di analisi scientifica basilare per il successivo sviluppo della diplomatica e consacrando il benedettino quale il fondatore di tale scienza.

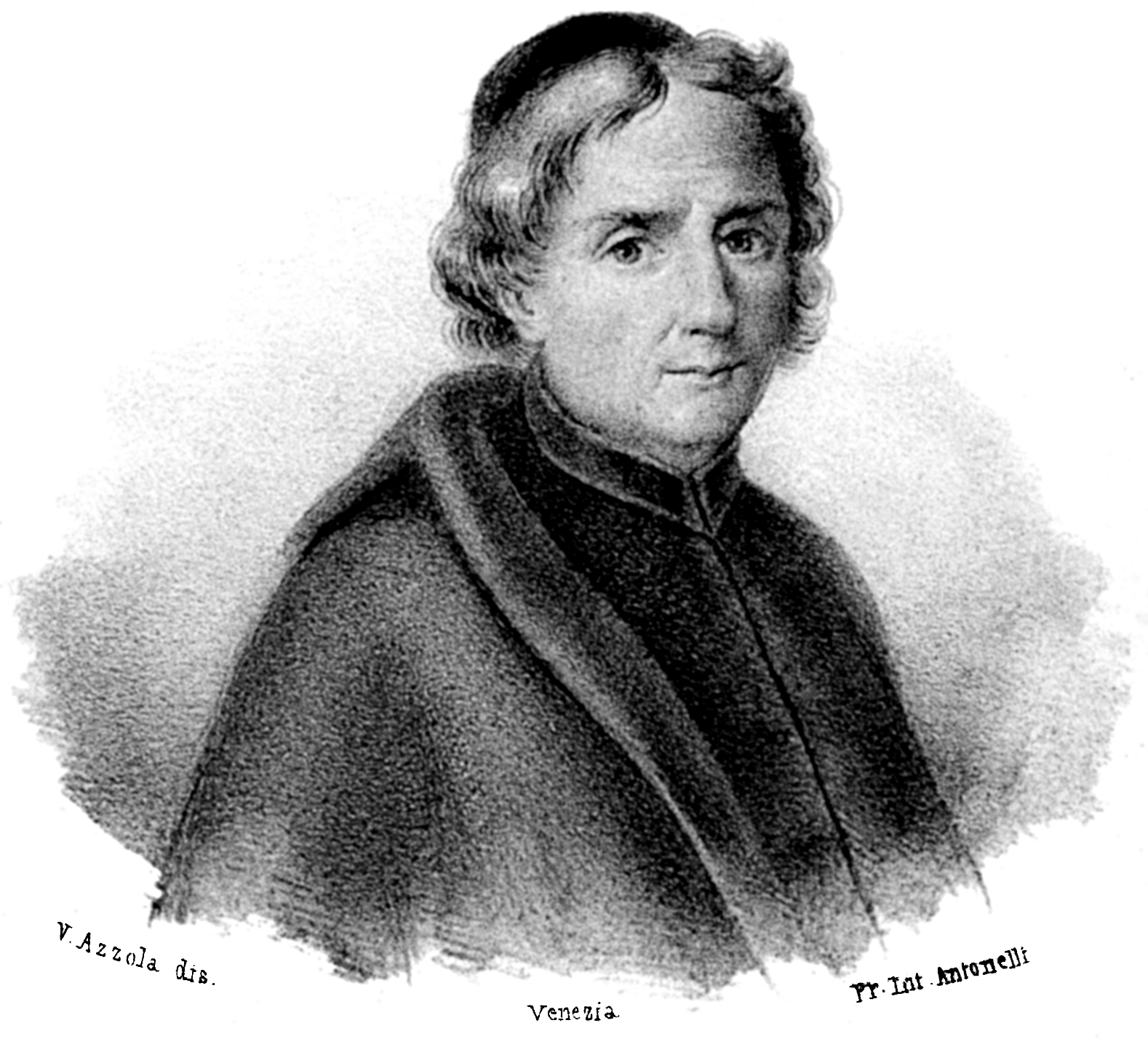
Ludovico Antonio Muratori.

#### Il XVIII secolo: la diffusione dei principi di Mabillon in Europa

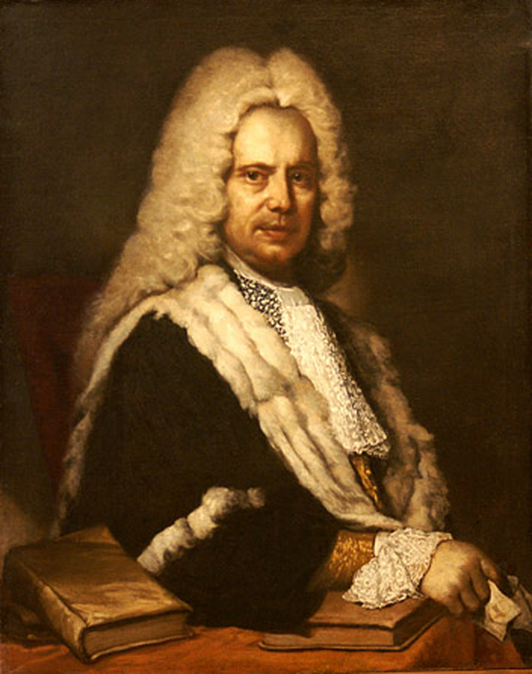
Sconosciuto, Ritratto di Scipione Maffei, XVIII secolo

L'opera di Mabillon aprì, nel corso del Secolo dei Lumi, una serie di dibattiti teorici riguardo ai principi generali della neonata scienza diplomatica. Alle tesi sia diplomatiste sia paleografiche del Mabillon rispose qualche decennio più tardi l'erudito veronese Scipione Maffei (1675-1755) il quale, nella Istoria diplomatica del 1727, prospettò la necessità di dare alla materia nuove e più comprensive basi metodologiche. Non molti anni dopo giunse il contributo del sacerdote e storico modenese Ludovico Antonio Muratori (1672-1750) il quale trattò esplicitamente l'argomento della diplomatica nella Dissertazione XXXIV delle Antiquitates Italicae medii aevi (stese tra il 1738 e il 1743), in cui enunciò i principii della diplomatica e presentò numerosi «casi di critica applicata alle fonti documentarie».
Le riflessioni dei due italiani non rimasero confinate nella penisola italiana: due padri maurini, Charles-François Toustain e René-Prosper Tassin (1697-1777), recepirono le novità proposte da Maffei e da Muratori, ampliando quanto esposto tempo prima dal Mabillon in quella che si considera la massima opera del secolo XVIII trattante la diplomatica, ovvero il Nouveau traité de Diplomatique, in 6 volumi pubblicato tra il 1750 e il 1765.
Nel frattempo, i principi metodologici di Mabillon si estesero anche nel Regno Unito, dove furono recepiti dagli storici Thomas Madox (1666 – 1727) e, seppur con alcune critiche, da George Hickes (1642-1715); in Spagna, José Pérez de Rozas, benedettino autore delle Dissertationes stesi secondo la scienza diplomatica (1688); in Germania, infine, fu il filosofo Gottfried Leibniz a importare il metodo del maurino francese in terra tedesca redigendo il Codex iuris Gentium Diplomaticus (1693), seguito poi da Christian Heinrich Eckhard.

### Il XIX secolo

#### La nascita della diplomaticaspecialedi tipopubblico

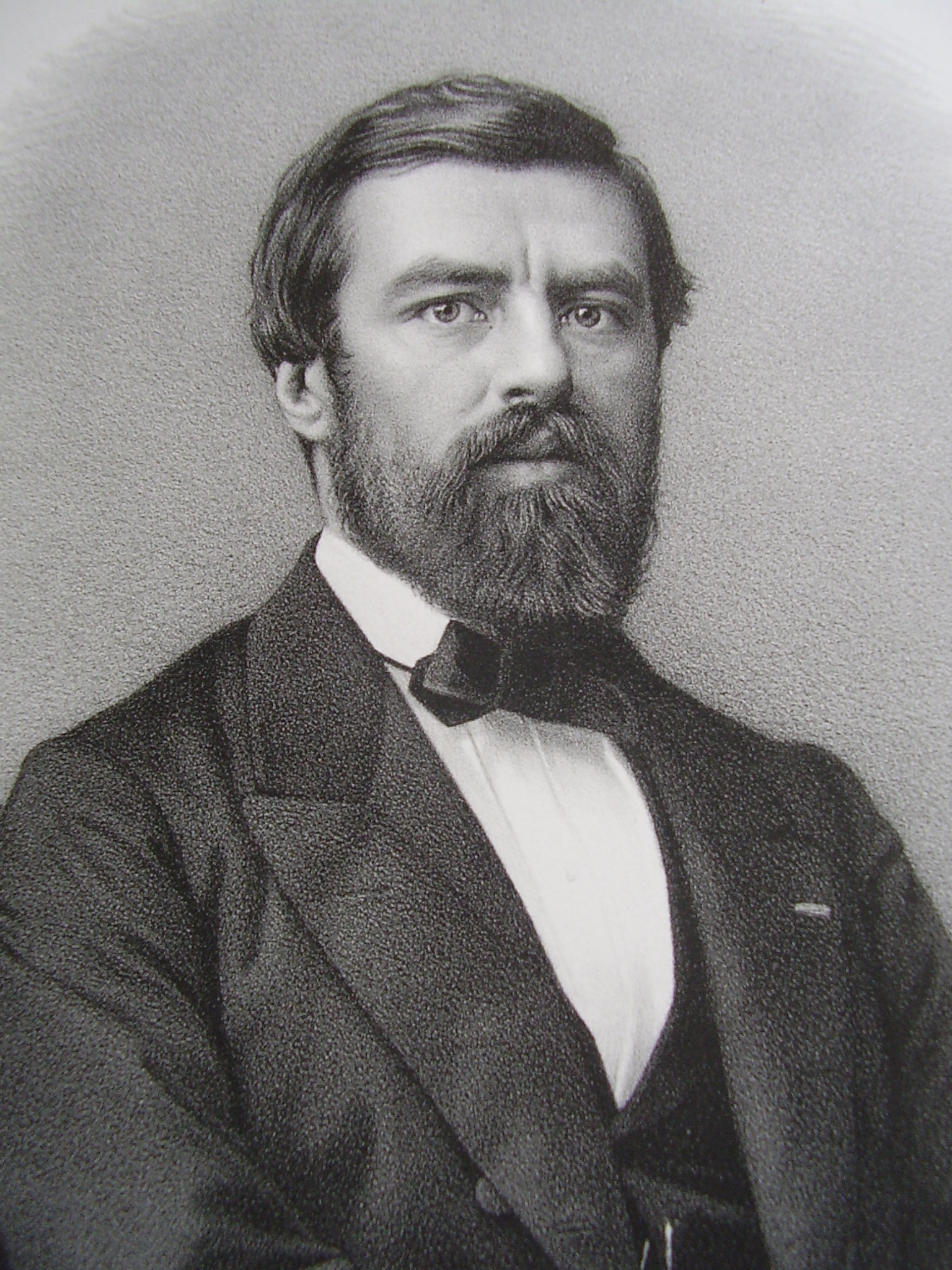
Léopold Victor Delisle.

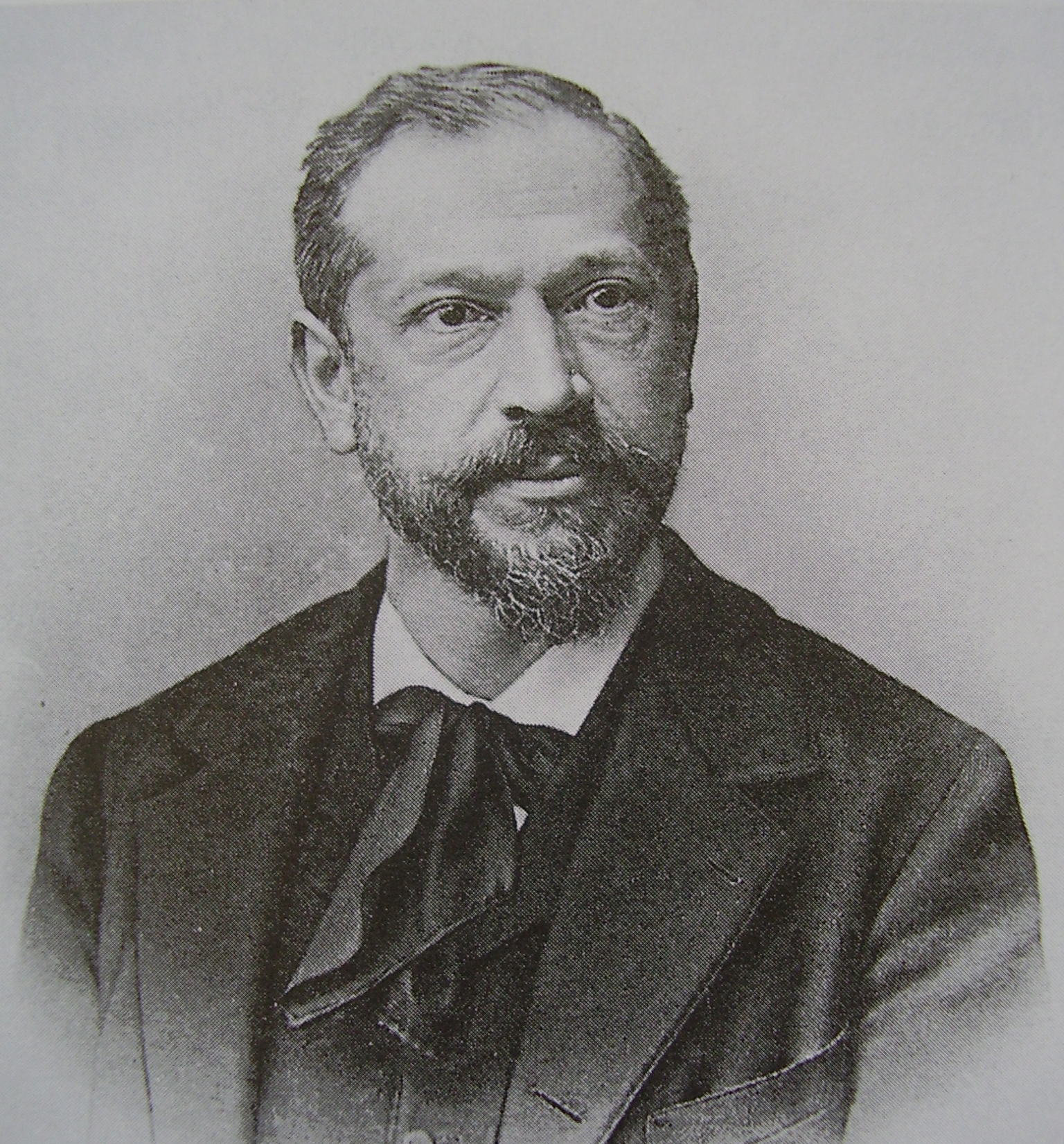
Arthur Giry

Dopo la fine del secolo dei lumi e l'avanzare della mentalità romantica, incentrata sull'amor di Patria e sulla riscoperta delle radici storiche della propria terra d'origine, gli studiosi delle varie nazioni incrementarono ulteriormente l'interesse per gli studi storici e lo convogliarono verso la realizzazione di opere collettive di ampio respiro, dando avvio alla specializzazione della diplomatica (diplomatica speciale), cioè non più al solo studio dei caratteri generali di un qualsiasi tipo di documento, ma allo studio di precisi tipi documentari, che fossero prodotti da una cancelleria (documenti pubblici imperiali/regi o pontifici) o dai notai (documenti privati).

##### L'École des chartes
In tale prospettiva romantico-storicistica, fu fondata il 21 febbraio 1821 a Parigi, per decreto di Luigi XVIII, spinto a sua volta dal ministro dell'interno Joseph Jérôme Siméon e dal barone Joseph-Marie de Gérando, l'École nationale des chartes. Tale istituto si concentrò, grazie all'impulso di un suo docente e uno tra i massimi paleografi francesi, Léopold Victor Delisle (1826-1910), sulla ripresa degli studi dei documenti prodotti in terra di Francia dalla dinastia merovingia in avanti (celebri la pubblicazione de Recueil des historiens des Gaules et de la France, 1869 e seguenti; e dei Diplômes des rois de France). Sempre sulla stessa scia, un altro celebre diplomatista, Alain de Boüard (1882-1955), si dedicò allo studio dei documenti cancellereschi dei merovingi. Arthur Giry (1848-1899), invece, si concentrò sulla produzione documentale degli organi cittadini della Francia medievale.

##### IMonumenta Germaniae Historicae la nascita dellaDiplomatica imperiale e regia

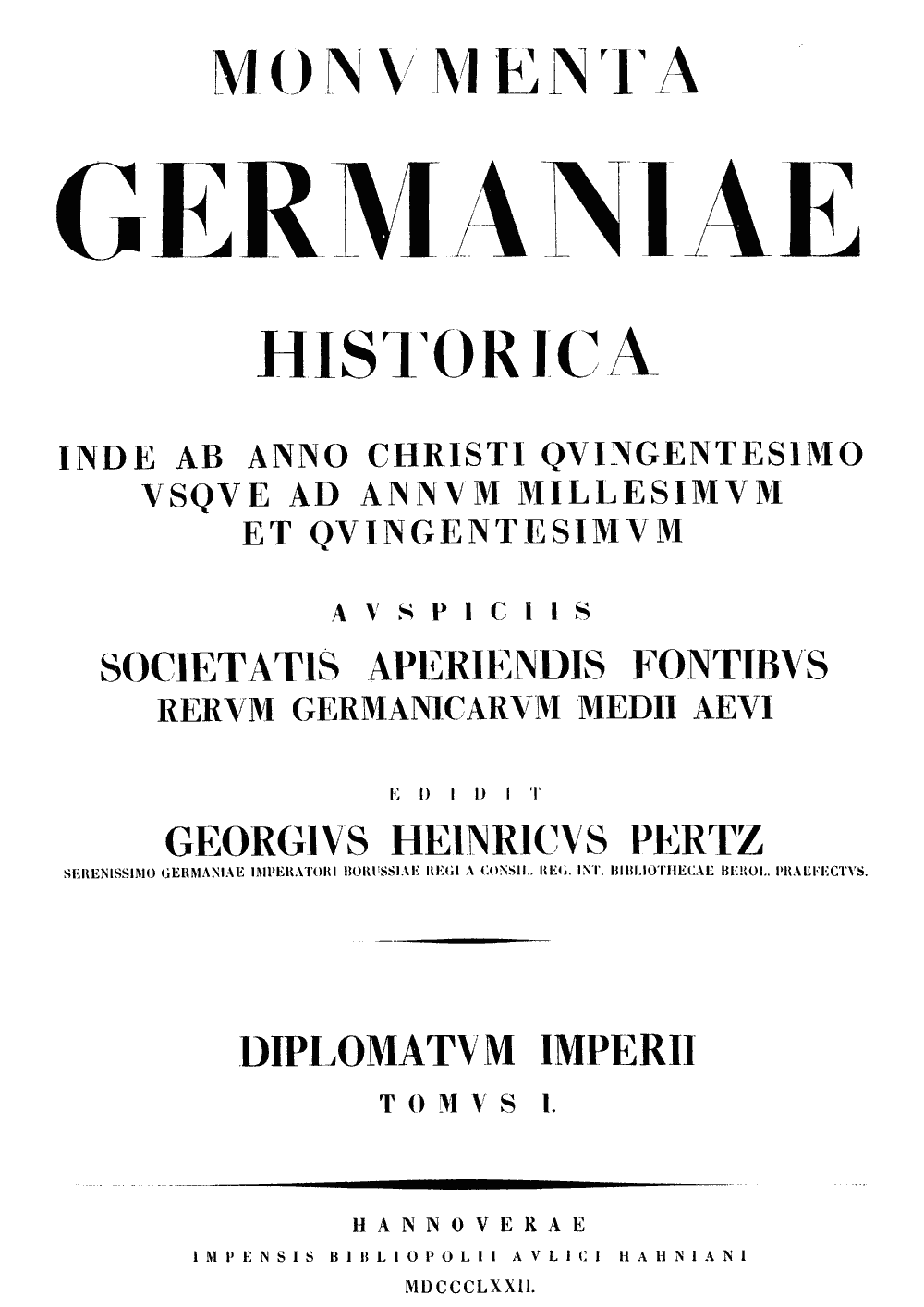
Frontespizio di un'edizione dei Monumenta Germaniae Historica.

Negli stessi anni si assistette a una medesima iniziativa nel Regno di Prussia.  

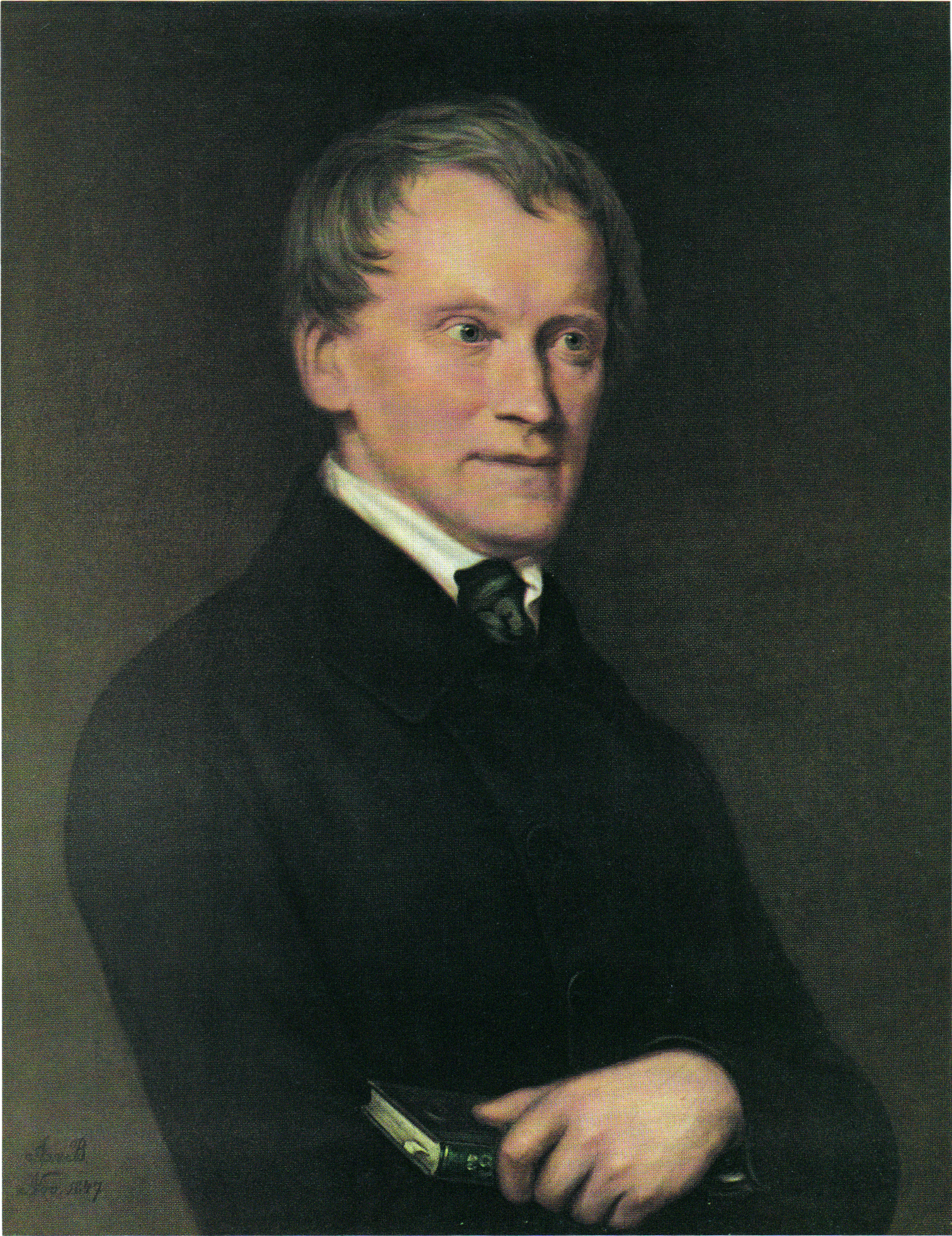
Amélie de Barrelier, Johann Friedrich Boehmer, olio su tela, 1845, Monaco di Baviera.

Nel 1819 infatti, il barone Heinrich Friedrich Karl von Stein e l'archivista e diplomatista Georg Heinrich Pertz patrocinarono la nascita della Societas aperiendis fontibus rerum germanicarum medi aevii, patrocinatrice dei Monumenta Germaniae Historica (MGH), ovvero una serie di studi storici intesi a delineare l’evoluzione del territorio tedesco e dei popoli germanici nel corso del Medioevo, analizzando in particolare i documenti pubblici imperiali ordinati in ordine cronologico: si assiste così alla nascita della diplomatica pubblica di tipo imperiale. I Monumenta, organizzati in cinque serie di studi regolati su un piano di ricerca ben preparato dal Pertz nel 1824 (Scriptores, Leges, Diplomata, Antiquitates, Epistulae), erano finanziati dal governo prussiano prima, e dall'Impero Tedesco poi, in ottica propagandistica, al fine di rafforzare la politica apertamente nazionalistica della Germania di Bismarck e di Guglielmo II. Il tentativo, da parte degli studiosi tedeschi, di fornire un quadro unitario e culturale alla propria nazione attraverso la ricerca di documenti che attestassero luoghi, personalità e documenti politici volti a celebrare la propria patria, ebbe come conseguenza il proliferare degli studi sopra la storia del Sacro Romano Impero. Nel 1831 Johann Friedrich Böhmer (1795-1863) avviò la ricerca dei documenti di cancelleria dei sovrani tedeschi medievali (i Regesta Imperii) identificandone la traditio e offrendo per ciascuno un regesto. L'apporto di Pertz e di Böhmer alla diplomatica imperiale e regia, che toccò il suo vertice con i Beitrage zur Diplomatik (Contributi di diplomatica) di Theodor von Sickel, continua ancora oggi attraverso le fondazioni dei MGH e dei Regesta imperii. 

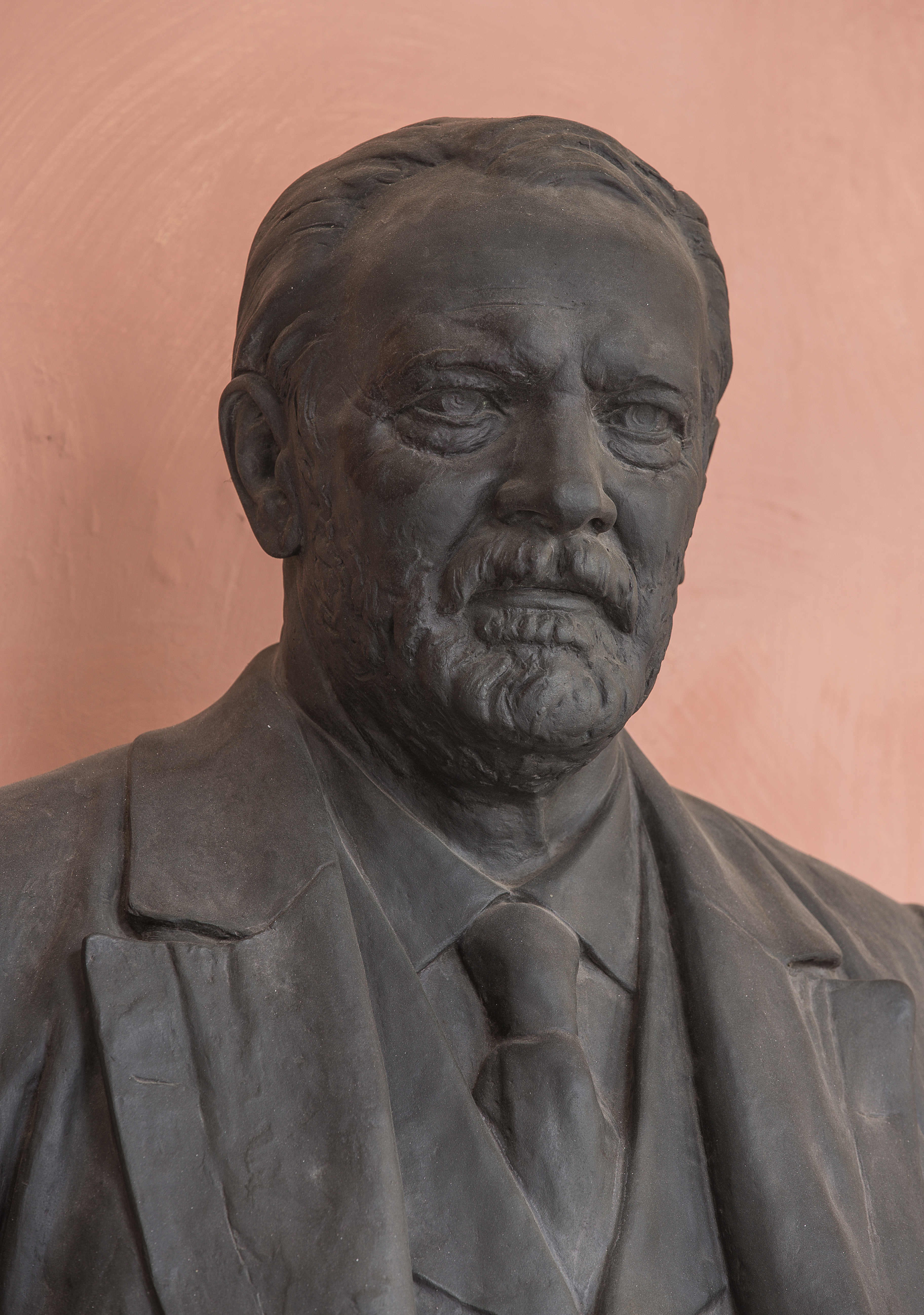
Busto di Theodor von Sickel all'Università di Vienna.

##### L'apporto di Sickel e Ficker
All'interno dell'area tedesca si segnalarono, oltre a Böhmer, in particolare due studiosi le cui teorie promossero uno sviluppo ulteriore dei concetti legati alla scienza diplomatica. Il primo fu lo storico austriaco Theodor von Sickel (1826-1908), considerato «il fondatore della diplomatica moderna» e presidente dal 1869 al 1894 dell'Institut für Österreichische Geschichtsforschung (Istituto per la ricerca storica austriaca), il quale introdusse il sistema della comparazione delle scritture e delle formule nell'ambito di una determinata cancelleria, giungendo ad accertare i caratteri e la genuinità dei documenti prodotti nella medesima (la cosiddetta Kanzleimäßigkeit).
L'altro apporto fu quello dato da Julius von Ficker (1826-1902), storico e giurista tedesco che introdusse, nei Beiträge zur Urkundenlehre del 1877-1878, la distinzione concettuale tra il momento dell'azione giuridica e quello della genesi del documento, dichiarando che c’è un atto giuridico che può essere contestuale al momento in cui si è dal notaio a far scrivere questa disposizione (documento dispositivo), come può non esserlo (documento probatorio).

##### L'Italia
Il merito principale degli studi di Pertz, Böhmer e Sickel fu quello di coinvolgere il più ampio numero di studiosi, spingendo anche gli storici stranieri a fondare simili realtà nelle loro nazioni d'origine. Nell’Italia preunitaria, il re di Sardegna Carlo Alberto (1831-1849) fondò a Torino, nel 1833, un apposito organismo di natura statale, la Regia Deputazione sovra gli Studi di Storia Patria, associazione che si proponeva di promuovere gli studi storici raccogliendo, pubblicando e illustrando i vari documenti e gli altri tipi di fonti storiche. In seguito all’Unità d’Italia, nacquero varie Deputazioni storiche regionali, coordinate dal 1883 dall'Istituto Storico Italiano. Divenute organi periferici sotto il fascismo (1934), le varie deputazioni regionali tornarono indipendenti con l'avvento della Repubblica.
In questo lasso di tempo, tra i più importanti diplomatisti si ricordano Cesare Paoli (1840-1902), autore di un manuale di diplomatica (Diplomatica, 1883), e il discepolo del paleografo Ludwig von Traube Luigi Schiaparelli (1871-1934), che si dedicò allo studio dei documenti pubblici prodotti dalle cancellerie dei vari sovrani italiani durante l'età medievale.
Sul finire dell'Ottocento, anche la Chiesa Cattolica decise di patrocinare lo studio della paleografia e della diplomatica: papa Leone XIII (1878-1904), nel 1884, aprì agli studiosi l’Archivio Segreto Vaticano, incoraggiando gli studi sui documenti storici legati alla Chiesa. Con questa data si può indicare l'avvio istituzionale della diplomatica pontificia, in quanto gli studi sui documenti pontifici erano già stati avviati dal tedesco Philipp Jaffé con la pubblicazione, nel 1851, dei Regesta Romanorum Pontificorum, sull'esempio dei Regesta Imperii di Böhmer. Oggetto di indagine da parte soprattutto di diplomatisti tedeschi, la diplomatica pontificia ebbe uno sviluppo notevole nella seconda metà dell'Ottocento e nella prima metà del Novecento per opera di August Potthast, Paul Fridolin Kehr, Ludwig Schmitz-Kallenberg e, più recentemente, da parte di Giulio Battelli e di Thomas Frenz.

#### La Diplomaticaspecialedi tipo privato
A fine '800 fu messa sotto attenzione, oltre al documento pubblico, anche il documento privato, in quanto si notò che, nell’ambito delle Cancellerie minori e dei Comuni, questi ultimi guardavano sia alla produzione delle cancellerie regie e pontificie, ma anche agli atti privati stipulati dai notai. Per capire quindi la natura delle cancellerie minori, oltre alle cancellerie maggiori bisognava studiare anche la documentazione privata, dando avvio così alla diplomatica notarile: pioniere in questo settore fu Schiapparelli che, tra il 1932 e il 1934, si impegnò a studiare l'istituto notarile durante la dominazione longobarda. Se l'attenzione verso l'istituto notarile è una peculiarità propria dell'Italia (Giorgio Costamagna per il notariato genovese; Alberto Liva per quello milanese, etc...), non bisogna dimenticare che anche studiosi di altre nazionalità si dedicarono alla diplomatica privata, quali il francese Alain de Bouärd con il secondo volume del suo Manuel de diplomatique française et pontificale, intitolato Acte privé e uscito nel 1948.

### Dal Novecento a oggi
Nel corso del Novecento, la diplomatica continuò a evolversi, approfondendo i campi di indagine già segnalati oppure intervenendo nella definizione e nell'analisi dei caratteri generali di questa scienza, dando inizio all'epoca della manualistica. Oltre a diplomatisti del calibro di Harry Bresslau (1848-1927), studioso dei diplomi imperiali degli imperatori Enrico II, Corrado II ed Enrico III e autore dell'Handbuch der Urkundenlehre für Deutschland und Italien (ossia Manuale per gli studi sulle carte e sui diplomi per Germania e Italia) e del già ricordato Luigi Schiaparelli, autori più legati all'800 che al '900, si ricordano in questa sede vari autori, divisi in base alla nazionalità:
1. In Italia: Cesare Manaresi (1880-1959), funzionario presso l'Archivio di Stato di Milano e poi docente alla Statale ove fondò un dipartimento dedito all'archivistica, alla paleografia e alla diplomatica[27]; Vincenzo Federici; Alessandro Pratesi (1922-2012), docente alla Statale e autore del manuale Genesi e forme del documento privato e studioso sia di diplomatica notarile (Tra carte e notai. Saggi di diplomatica dal 1951 al 1991) sia di diplomatica pontificia; Giulio Battelli (1904-2005), paleografo e diplomatista pontificio; Filippo Valenti e Armando Petrucci (1932-2018)[28]; Giorgio Costamagna per il documento privato notarile.
2. In Francia: sempre all'interno dell'École de chartes si segnalarono George Tessier (1891-1967), autore della Diplomatique royale française (1952) e Robert-Henri Bautier.
3. In Germania: Thomas Frenz, studioso di diplomatica pontificia; Hans Kurt Schulze.

Nel 1997 si vide la pubblicazione, per opera della Commission Internationale de Diplomatique, del Vocabulaire international de la Diplomatique a cura della docente e diplomatista spagnola Maria Milagros Cárcel Ortí.

## La definizione delladiplomatica

### Le definizioni
Varie sono le definizioni che sono state coniate per descrivere la diplomatica:
- Harry Bresslau: «il compito della diplomatica è quello di accertare il valore dei documenti come testimonianze storiche»[30].
- Filippo Valenti ne parla come «dottrina delle forme assunte di tempo in tempo dalla documentazione di carattere ufficiale e di valore giuridicamente probante o addirittura costitutivo»[31].
- Alessandro Pratesi scrive che essa «è la scienza che ha per oggetto lo studio critico del documento al fine di determinare il valore come testimonianza storica»[32].

## Il documento

### La definizione e gli elementi essenziali
Considerata allora come una tecnica di analisi delle forme dei documenti, risulta oggetto della critica diplomatistica qualsiasi scrittura redatta per scopi giuridici, compilata con l'osservanza di forme abbastanza tipiche da poter esser rapportate a un determinato modello o paradigma o criticamente confrontate a esso. Già alla fine dell'800 Theodor von Sickel diede una sua definizione del documento in ottica diplomatistica, ma risultò incompleta per l'assenza del concetto di forma e dei caratteri intrinseci ed estrinseci che verrà introdotta definitivamente da Cesare Paoli e che fu poi accolta dai diplomatisti successivi, specialmente Alessandro Pratesi: «Il documento è una testimonianza scritta di un fatto di natura giuridica, compilata con l'osservanza di certe determinate forme, le quali sono destinate a procurarle fede e a darle forza di prova». Ne consegue che il documento deve essere caratterizzato da tre elementi essenziali, ovvero:
1. Che sia scritto, attestando di conseguenza un fatto storico.
2. Che debba essere di natura giuridica. Sfuggono alla critica della diplomatica tutti quegli scritti che non siano stati redatti al preciso scopo di tramandare un atto le cui conseguenze si risolvano in rapporti giuridici concreti.
3. Che debba rispondere a forme precise, benché variabili a seconda del tempo, del luogo, delle persone, del contenuto, ma tali da conferire al documento la credibilità necessaria, ossia quella capacità probativa che non può essere negata in alcun modo, almeno sino a quando non si sia dimostrato il falso[N 2].

### La tipologia documentaria
A seconda delle modalità, delle forme e dei rapporti intercorsi tra autori e redattori del documento, questo può assumere varie caratteristiche particolari.

#### Il documento tra azione giuridica e genesi del documento
In base al rapporto tra azione giuridica e genesi del documento, come formula da Julius von Ficker, si hanno:
- Documento probatorio: si ha quando i due momenti sono del tutto separati tra di loro, nel senso che l'azione giuridica è tale indipendentemente dal fatto che venga redatto o meno il relativo documento. In questo caso il documento non è altro che la prova di un rapporto giuridico già nato e perfetto indipendentemente dalla forma scritta. In questo caso il documento attesta direttamente la volontà dei protagonisti e narra di un momento già avvenuto. Questi documenti incominciano generalmente con varie formule, quali: notitia venditionis; breve recordationis; notitia brevis, memoratorium.
- Documento dispositivo: si ha quando i due momenti sono coincidenti. In questo caso il diritto o l'obbligazione nascono soltanto allorché il contratto è messo per iscritto nelle forme legali. La redazione in questo caso è in forma soggettiva, cioè l'autore dell'azione giuridica figura in prima persona e il documento trae la sua forza dalla sottoscrizione dell'autore dell'azione le cui identità e volontà sono accertate da qualcuno dotato di publica fides.
- Documento olografo: è un documento in cui le persone in relazione all'azione giuridica e in relazione alla genesi del documento coincidono (cfr sotto il testamento olografo nella sezione dedicata alla persona del redattore).

#### In base all'autorità
In base all'autorità emanante il documento può essere:
- Il documento pubblico è l'espressione di una volontà sovrana che diventa testimonianza scritta secondo certe forme e tramite alcuni passaggi fondamentali all'interno della cancelleria[36]. La sua analisi è oggetto da parte della Diplomatica pontificia e della Diplomatica imperiale e regia.
- Il documento privato è l'espressione di una volontà espressa da persone private le quali chiedono che la loro volontà venga messa per iscritto attraverso il notaio, figura intesa come emanazione di una pubblica autorità[37]. La sua analisi è oggetto della diplomatica notarile.
- Il documento semipubblico (o ibrido), emanato da una autorità minore (cancelleria di un piccolo vescovado, per esempio), presenta forme ibride tratte sia dal documento pubblico sia dal documento privato[38].

| Esempio di documento pubblico imperiale | Esempio di documento pubblico pontificio | Esempio di documento privato (atto notarile) |
| --------------------------------------- | ---------------------------------------- | -------------------------------------------- |
|                                         |                                          |                                              |

#### In base allaTraditio
In base alla traditio e alle forme il documento può essere:
- Originale: cioè quando rispecchia tutte quelle caratteristiche estrinseche e intrinseche che gli danno valore di forza e che è stato prodotto direttamente o dalla cancelleria - se è un documento pubblico - o dal rogatario - se è un documento privato. Vi possono essere più di un originale dello stesso documento (originali plurimes), quando per esempio i due contraenti dell'azione giuridica richiedono al rogatario due copie dello stesso tenore. In sostanza, come dice De Boüard, due sono le caratteristiche fondamentali dell'originale: «da un lato la completezza formale, dall'altro la primitività»[40].
- Copia: cronologicamente, la copia non è redatta nello stesso momento dell'originale, ma successivamente. Il lavoro del diplomatista è quello di identificare le copie di un originale (e quindi di creare un albero filologico in tutto simile al Metodo di Lachmann, individuando gli apografi e le copie che derivano da questi ultimi) e di saperne individuare i vari tipi:
  - Copia autentica: a seconda della presenza o meno di sottoscrizioni e di elementi di convalida[41].
  - Copia semplice: se v'è la mancanza di quegli elementi di autenticità in quanto redatta da un semplice scribano[42].
  - Copia imitativa: sono quelle copie che «cercano di riprodurre, in tutto o in parte, anche i caratteri estrinseci dell'originale»[43].
  - Inserti: ovvero quei documenti che vengono riprodotti, non sempre per intero ma sotto forma di parafrasi, in altri documenti che ne sono «la rinnovazione»[43] o che sono legati agli inserti perché ne indicano l'evoluzione giuridica (es: instromenti di vendita che riportano i passaggi di proprietà precedenti a quello che si sta compiendo in quel momento).
- Falso: i documenti falsi (che possono presentarsi sia sotto la forma dei documenti originali sia delle copie) sono quei documenti che, in termini molto generali, presentano quelle forme e/o informazioni storiche e culturali che fanno sospettare il diplomatista di essere di fronte a un falso. I documenti falsi sono definiti dai diplomatisti tedeschi in:
  - Documenti falsi, qualora si tratti di un documento creato appositamente per essere un falso:
    - Un falso cum dolo serve per dimostrare un diritto che non si è mai avuto.
    - Un falso sine dolo si ha quando si crea un documento falso per dimostrare un diritto che si possiede ma che non si può più dimostrare.

  - Documenti falsificati, quando sono stati dimenticati oppure omessi oppure ancora aggiunti successivamente segni di convalida o parti del testo non confacenti al corretto tenore del documento[44].

### Caratteriestrinsecieintrinseci
Per l’analisi del documento, il diplomatista deve prendere in esame i suoi caratteri estrinseci, cioè quelli “esterni”; e quelli intrinseci, che ne osservano il contenuto. Per l’esattezza, i due tipi di caratteri si occupano nello specifico:
| Estrinseci                      | Intrinseci |
| ------------------------------- | ---------- |
| Materia (o supporto scrittorio) | Lingua     |
| Scrittura                       | Formulari  |
| Segni particolari               | Tenore     |

#### Caratteri estrinseci

##### La materia
Con il termine materia si intende il materiale sul quale è stata tracciata la scrittura o che è stato predisposto per riceverla. I materiali che hanno più profondamente contribuito al progresso intellettuale e culturale dell'uomo sono il papiro, la pergamena e la carta. Ma sia nell'antichità sia oggi vige un concetto molto più allargato di materia scrittoria, grazie allo studio della trasmissione dei documenti in aree geografiche slegate alla dimensione europea. Inizialmente l'uomo, per tramandare la memoria di un evento tramite la scrittura, scelse inizialmente supporti di semplice lavorazione e di facile reperimento, per poi arrivare a superfici più raffinate, rare e predisposte mediante particolari lavorazioni. Spesso si tende a fare una distinzione diacronica (cioè in base alle diverse epoche storiche) tra materiali inorganici (metalli, pietra, argilla su tavolette, terracotta) e organici (pelle di pecora/bovini, tessuti, corteccia, foglie, libro, seta, ossa), ma tale suddivisione non è pienamente valida in quanto diversi tipi di supporti inorganici continuano ancora oggi a convivere in alcune aree del pianeta.

##### Lascrittura
Lo studio del tipo di scrittura adoperata per la stesura del documento appartiene alla sfera della disciplina paleografica, finalizzata alla classificazione delle varie scritture secondo l'area geografica e il periodo storico, con lo scopo di datare un determinato documento grazie a questi parametri. Oltre alla paleografia, si deve ricordare che lo studio delle scritture è proprio anche della codicologia, ossia della disciplina storica che ha per oggetto l'analisi esterna e interna del codice, ovvero il libro formato da più manoscritti in papiro, pergamena o carta.

##### Isegni speciali
Per segni speciali si intendono i vari segni (signa) che identificano il rogatario o i sottoscrittori; o i segni di cancelleria, quali i sigilli. Tra i segni speciali troviamo:
1. Segni del rogatario e dei sottoscrittori (documento privato). Tali segni rappresentano chi redige il documento o interviene alla sua stesura (documento privato). Per quanto riguarda i sottoscrittori, la croce è il signum più comunemente usato dai sottoscrittori (perché analfabeti)[46], e può essere di vari tipi: piana; decussata o di Sant'Andrea; potenziata; pomellata; ancorata. Per quanto riguarda invece il rogatario (ossia il notaio), dal XII secolo usa di preferenza un segno personale (signum tabellionis o notarile) più complesso e più difficile da imitare, il quale attesta l'identità e la posizione giuridica degli scriventi e dei sottoscrittori di documenti (ogni notaio o giudice aveva dei signa tabellionis particolari e personalizzati)[47].
2. Segni di cancelleria (documento pubblico). Tra i vari segni di cancelleria, il più famoso e celebre è il sigillo. Il sigillo è un segno grafico con caratteristiche particolari a seconda del tempo e del luogo in cui è prodotto, in cui v’è un contenuto concettuale (il significato) che trova espressione in una forma materiale (il significante). Questo duplice aspetto, concettuale e materiale, va sempre tenuto in considerazione quando si studiano e descrivono i sigilli, con cui si dà autorità al documento e se ne garantisce la chiusura. In quanto anche opere d’arte, i sigilli vanno studiati anche sotto quest’aspetto, identificandone la varietà di iconografie, le forme e la materia. La scienza che studia i sigilli, ovvero la sfragistica, deve tener conto della dimensione giuridica (il sigillo quale strumento per garantire l’autorità e l’autenticità di un documento), di quella storica (il sigillo come espressione di un’epoca), e di quella artistico-sociale.

#### Caratteri intrinseci

##### La lingua
La lingua nei documenti medievali è di regola il latino, anche se per latino non ci si riferisce a qualcosa di unitario e univocamente definito, giacché il latino medievale è estremamente diverso dal suo corrispettivo classico, ma piuttosto una sorta di compromesso tra:
- latino letterario-giuridico che i cancellieri e i notai erano tenuti a imparare (da qui il collegamento con i formulari).
- latino medievale che, nei Paesi di lingua romanza, non era più codificato secondo le norme morfo-sintattiche del latino classico, ma era una trasposizione dei vari volgari in termini latini[48].

##### I formulari
I formulari, ovvero raccolte di formule o frasi già parzialmente precostituite, da adattare alle singole fattispecie dei negozi giuridici, sono in stretta correlazione da un lato con la lingua e dall'altro con il tenore dei documenti. Assai presto si sono andate formando e diffondendo apposite raccolte di modelli di documenti, al fine di fornire ai rogatari delle espressioni cristallizzate finalizzate a garantire la corretta forma che si deve dare al documento.
In Italia, prima dell'ascesa e della codificazione dello status giuridico del notaio, non si hanno dei veri e propri formulari. Tra V e XI secolo, infatti, gli unici formulari, dalla funzione incerta e non indispensabili per la formazione giuridica dei notai, sono le Variae di Cassiodoro (537), il formulario (Formulae Marculfi) del monaco franco Marculfo del VII secolo e il Liber Diurnus Romanorum pontificum d'età carolingia, un insieme di formule provenienti dalla curia romana, da quelle delle varie diocesi e anche da istituzioni capitolari o scriptoria monastici.
Dopo una fase di transizione (XI-XII secolo) in cui si fusero i vecchi formulari con l'ars dictandi (Alberico di Montecassino, autore del Breviarum de dictamine), grazie alla facoltà di diritto di Bologna si assistette alla redazione di summe notarili a partire dal XIII secolo. Autori di summe notarili di questo secolo furono Ranieri da Perugia (Summa artis notarie), il bolognese Salatiele (autore di un'opera del medesimo titolo di Ranieri) e infine Rolandino de' Passaggeri, redattore di una Summa totius artis notariae la cui appendica Tractatus notularum divenne il manuale dell'arte notarile per eccellenza, commentata e ampliata tra il XIII e il XIV secolo da Pietro de Unzola e Pietro Boaterio.

##### IlTenore
Nell'analisi diplomatistica, l'analisi del tenore (ovvero della forma giuridica di un determinato documento) richiede l'applicazione della conoscenza delle diverse parti in cui il documento si può dividere. Il documento, com'è stato formulato da Theodor von Sickel, si divide in tre sezioni imprescindibili (protocollo, tenor, escatocollo) che a loro volta possono presentare ulteriori suddivisioni ulteriori, di cui in questa sede si riportano tutte per avere una visione complessiva della struttura documentaria.

###### Il protocollo
Il protocollo, ossia la parte iniziale del documento, si può dividere in:
- Invocatio: ossia l'invocazione del nome di Dio da parte dell'autore del negozio giuridico.
- Intitulatio: ossia i titoli di cui è investito l'autore del negozio, al nominativo. Esclusivo dei documenti pubblici.
- Inscriptio: ossia il destinatario, al dativo.
- Salutatio: la formula del saluto secondo la formula delle epistole latine. La salutatio può essere sostituita dall'apprecatio (ovvero una formula di augurio) o dalla perpetuatio, tipico dei privilegi solenni papali in cui si vuole dare solennità ed eternità temporale all'atto.

###### Iltenor
Il tenor (da non confondere con il tenore) è la parte centrale del documento, contenente il negozio giuridico e si può dividere in:
- L’arenga o preambolo: esprime le cause ideali per cui si è intrapreso il negozio giuridico (uso di passi biblici o di motti moraleggianti).
- Notificatio: tipico dei diplomi imperiali, esprime la volontà di rendere noto il contenuto del documento e fa da collante tra l'arenga e la narratio.
- Narratio: al contrario dell'arenga, esprime la causa concreta che ha spinto l'autore a compiere l'azione giuridica.
- Dispositio: è la parte fondamentale dell'intero documento, in quanto vi è esplicitato il negozio giuridico più il verbo che caratterizza il tenore del documento intero (verbo dispositivo).
- Clausole: sono dei formulari che indicano ulteriori aggiustamenti all'efficacia dell'osservanza del negozio giuridico da parte dei contraenti (clausole fideiussorie, clausole obbligatorie, clausole derogatorie, clausole accessorie, ecc.).
- Decretum o Minatio: Formula di minaccia verso qualsiasi persona che contravvenga a quanto appena disposto (presenza dei vari modi del verbo latino decerno).
- Sanctio: è la pena che incorre su chiunque dei contraenti. Può essere positiva (ricompensa spirituale) o negativa (scomunica, pagamento di una mora).
- Corroboratio: in cui si enunciano le formalità che verranno messe in atto, solitamente nell’escatocollo, per garantire l’autenticità dello scritto.

###### L'escatocollo
L'escatocollo è la parte conclusiva del documento ed è molto variabile a seconda del tipo documentario. In questa parte del documento sono messe in atto, dopo essere state annunciate, le formule che garantiscono l’autenticità del documento. Può comprendere: sottoscrizioni, data topica e cronica (se non già espresse), segni speciali di cancelleria, eventuale apposizione del sigillo.

### Azione giuridica e genesi del documento
Il documento giuridico, nella sua stesura, conosce due fasi essenziali:
1. Il momento dell'azione giuridica, espressione della volontà dell'autore nel rendere la sua volontà in forma scritta secondo una determinata forma.
2. Il momento della genesi del documento, cioè la stesura dello scritto secondo i caratteri estrinseci e intrinseci e che abbia come scopo quello di tramandare la memoria dell'azione giuridica.

#### Documenti privati
In termini molto generali, i documenti privati presentano una genesi diversificata a seconda dell'evoluzione dell'istituto notarile, ovvero:
1. Documento redatto in regime di charta o secondo la traditio ad proprium, tipico degli atti notarili fino al XII/XIII secolo quando era necessaria la firma dei testimoni (roboratio testium) per dare piena validità giuridica all'atto notarile appena stipulato.
2. Documento redatto in regime di instrumentum o secondo la traditio ad scribendum, tipico degli atti notarili dal XIII secolo a oggi: il notaio acquisisce uno status di publica fides piena e, oltre a non aver bisogno della sottoscrizione degli autori, i testimoni perdono la loro efficacia di convalida giuridica (si passa dalla roboratio alla notitia testium).

Entrambe queste fasi presentano sempre la petitio, ossia la richiesta da parte dei due autori del negozio giuridico al notaio, persona dotata di publica fides, di stendere le loro volontà secondo precise caratteristiche (fase della rogatio).

#### Documenti pubblici
Nel caso dei documenti pubblici, ovvero prodotti da una cancelleria, possono nascere direttamente per volontà (Iussio) dell'imperatore o del pontefice (rendendo tali documenti dei motu propri) oppure per la supplica (supplicatio) di una qualsiasi persona non dotata di autorità giuridica che richiede l'esaudimento della sua richiesta a una di queste due cariche. In questo secondo caso, dopo la fase fondamentale della supplica, se questa viene accolta dal pontefice o dall'imperatore, si passa sempre alla fase della iussio dell'autorità emanante il decreto.

| Documento privato | Documento pubblico |
| ----------------- | ------------------ |
|                   |                    |

### Le persone
Inoltre, perché un documento possa dirsi tale, bisogna che ci siano tre figure di riferimento (l'autore, il destinatario e il redattore/sottoscrittore del documento) divise in due tipi ben distinti:
1. Figura legata all'azione documentaria, ossia il responsabile della genesi del documento (vicecancelliere, notaio, sottoscrittore).
2. Figure in relazione all'azione giuridica, ossia: 
  - l'autore: è colui che, generalmente, «compie l'azione giuridica»[55]. Si sottolinea tale avverbio in quanto l'autore è chiaro nei documenti privati, mentre nei documenti pubblici che nascono attraverso la supplicatio, l'autore ufficiale è sempre l'autorità emanante, anche se colui che ha fatto iniziare l'iter dell'azione giuridica è colui che ha inoltrato la supplica. In questi casi, i diplomatisti tedeschi come Bresslau identificano il primo tipo di autore nella parola Urheber, mentre il secondo in quella di Aussteller[N 4].
  - Il destinatario: colui al quale è destinata l'azione giuridica avviata dall'autore, il destinatario può essere un soggetto giuridico di varia natura: una o più persone fisiche, un determinato ente (un monastero o lo Stato stesso). Il destinatario può essere parte attiva del documento (documenti di vendita, di permuta, etc...) oppure avere un ruolo passivo (come nel caso dell'interventio del documento pubblico).Notaio, particolare di un affresco proveniente dalla chiesa di San Maurizio al Monastero Maggiore di Milano.
  - il redattore del documento: può essere di varia natura a seconda del documento (se è privato, è il notaio, detto anche rogatario dalla fase della rogatio propria di tale tipo documentario; se è pubblico, invece, lo si definisce generalmente scrittore, anche se vi possono essere vari ruoli in una cancelleria per la stesura di una parte del documento). Il Pratesi ricorda anche due casi particolari in cui l'autore e il redattore coincidono ovvero: quello del testamento olografo, ovvero un tipo testamentario scritto di proprio pugno dall'autore e che ha validità giuridica[56]; e quello del chirografo, documento per la prima volta identificato nel III secolo d.C. in cui «il destinatario riceveva già scritti dalla mano dell'altro contraente o per mandato di questo e che costituivano già...una prova legittima»[57].
  - Oltre a queste tre persone fondamentali, vi può essere una quarta categoria, quella dei testimoni, ovvero delle persone che attestano l'avvenuto negozio giuridico tra autore e destinatario. Particolarmente significativi negli atti notarili redatti in regime di traditio ad proprium (dove danno forza giuridica al documento), i testimoni sono presenti anche negli atti notarili secondo la traditio ad scribendum (notitia testium, in cui però i testimoni non hanno più alcuna efficacia di forza giuridica) o in alcuni tipi di documenti pubblici, quali i privilegi solenni pontifici (sottoscrizioni dei cardinali che non hanno altro scopo se non dare maggiore solennità al documento in questione) o le litterae concistoriales (dove qui le sottoscrizioni dei cardinali fungono da roboratio testium insieme alla sottoscrizione del pontefice). Infine, i testimoni sono presenti anche nei diplomi imperiali e servono, principalmente, per dare un tono di maggiore solennità a quanto dichiarato finora dall'imperatore con il suo decreto.

### La datazionecronicaetopica
Riguardo invece alla sua collocazione nello spazio e nel tempo, in diplomatica si fa riferimento alla datatio topica; ovvero il luogo dove è stato redatto il documento e introdotta dal participio passato del verbo latino dare o agire (i.e: Actum in civitate Mediolani; Datum Romae apud Sanctum Petrum) e alla datatio cronica (quella temporale). Riguardo alla loro collocazione nel documento, le due datationes possono variare:
1. Nei documenti privati, generalmente, la datatio cronica si trova nel protocollo, mentre quella topica si trova immediatamente all'inizio dell'escatocollo.
2. Nei documenti pubblici, invece, le due datationes si trovano nella riga del datum, ovvero nell'escatocollo.

#### Sistemi didatatio cronica
La datatio cronica, com'è stato detto, è estremamente complessa perché, nel corso dell'età medievale, la cronologia variava da una regione a un'altra così come nell'ambiente in cui il documento veniva prodotto, al contrario del modello cronologico occidentale che invece, nell'età contemporanea, è riuscito a imporsi nella comunicazione internazionale. In questa sede si partirà dalle macropartizioni cronologiche fino ad arrivare al calcolo del giorno, del mese e dell'anno (non soltanto quello solare, ma anche nel caso si tratti dell'anno di regno di un determinato sovrano o di un pontefice).

##### Le Ere
Le ere indicano l'inizio del computo degli anni, come dice il Pratesi, a partire da «un grande avvenimento, perlopiù di carattere religioso o politico» e, nel corso dell'età romana e soprattutto medievale, si possono riconoscere i seguenti tipi di ere:
1. Era Volgare o di Cristo: è il sistema che fa partire il computo degli anni dalla nascita di Gesù di Nazareth, avvenuta tradizionalmente nell'anno zero e divenuta poi il sistema di datazione per eccellenza nel mondo cristiano-occidentale. Cominciò a essere utilizzata a partire dalla metà del VI secolo quando fu formulata dal monaco Dionigi il Piccolo.
2. Era del postconsolato: si intende far partire il computo degli anni a partire da un determinato consolato, uso cronologico proprio dell'età romana e confermato da Giustiniano I (527-565), sotto il regno del quale ci fu l'ultimo patrizio a rivestire la carica di console, Anicio Fausto Albino Basilio nel 541. Da quel momento, la carica di console fu unificata a quella dell'imperatore, ma l'uso di datare gli anni a partire dall'ultimo console Albino Basilio continuò per lungo tempo in quanto, come ricorda Adriano Cappelli, tale pratica fu riscontrata in una lettera di papa Sergio III (903-911)[59].
3. Datazione cronologica secondo il regno di Pipino il Breve, da un documento privato notarile in scrittura minuscola di base merovingica conservato a San Gallo (Steffens, tav. 38 p. 204). Si legge: Ego Arnulfus rogitus anno sexto Pippini regis, dove per Pippini sta per Pipino re dei Franchi.Era dell'imperatore, del papato, del regno, del principato. Nei documenti pubblici la datazione cronologica era accompagnata, oltre alla datazione dell'Era volgare, anche dall'anno di regno di un principe temporale (imperatore bizantino inizialmente e, dall'VIII/IX secolo, di quello carolingio o del Sacro Romano Impero; re o principe) o del papa, che incominciava a partire dal giorno dell'incoronazione (elemento non superfluo per il pontefice, in quanto ci si può confondere tra il giorno dell'elezione al Soglio e quello dell'incoronazione con cui si fa ufficialmente partire il pontificato).
4. Era bizantina o costantinopolitana o ab origine mundi: utilizzata nel mondo greco-bizantino e, per alcuni secoli, anche nell'Italia meridionale, faceva incominciare il computo degli anni dal 5508 a.C[60].
5. Era di Spagna: uso riscontrato in tale regione e nella Francia meridionale che faceva cominciare il computo degli anni a partire dal 38 a.C[61].
6. Era di Diocleziano o dei martiri: nota a partire dal IV secolo d.C., viene detta di Diocleziano o dei martiri in riferimento alla grande persecuzione contro il cristianesimo operata da quest'imperatore romano. Tale era, usata presso i cristiani della pars orientalis, faceva partire il computo degli anni dal 284 d.C., anno di ascesa al trono di Diocleziano[62].
7. Era di Maometto o dell’Egira: usata tuttora presso i popoli arabi e musulmani, faceva incominciare il computo degli anni dal 622, anno dell'Egira, ovvero della fuga di Maometto da La Mecca a Medina[62].

##### Lo stile
Nell'Era volgare, adottata in tutti i territori europei di fede cristiana, si possono riconoscere numerosi stili, ovvero l'uso di identificare il Capodanno a partire da una particolare data:
1. Stile della Natività (a nativitate Domini): ovvero dal 25 dicembre[63].
2. Stile dell'Incarnazione (ab incarnatione Domini): ovvero dal 25 marzo, giorno in cui il calendario liturgico celebra l’annunciazione a Maria e di conseguenza l'incarnazione del Signore. Tale stile, in base all'area pisana o fiorentina, poteva distinguersi in:
  - Incarnazione pisana: ovvero dal 25 marzo in anticipo sul calendario moderno (ovvero l'anno va dal 25 marzo al 31 dicembre).
  - Incarnazione fiorentina: ovvero dal 25 marzo in ritardo sul calendario moderno (ovvero l'anno va dal 1º gennaio al 24 marzo).
3. Stile veneto (more veneto): di origine antica e usato nei territori della Serenissima, faceva incominciare l'anno il 1º marzo in posticipo sul moderno.
4. Stile bizantino: usato nei territori dell'Impero bizantino (e quindi anche nei territori dell'Italia meridionale), faceva incominciare l'anno il 1º settembre in anticipo sul moderno.
5. Stile della Pasqua o francese: sistema basato sulla festa mobile della Pasqua. Estremamente raro, incominciava in ritardo sul moderno usato presso i notai francesi.
6. Stile della circoncisione o sistema moderno: fa incominciare l'anno il 1º gennaio ed è quello utilizzato ancora oggi nei Paesi occidentali. Viene definito della circoncisione in riferimento alla circoncisione di Gesù, avvenuta otto giorni dopo la sua nascita, come narrato in Lc 2,21[64].

##### Indizione
Secondo gli storici, l'indizione (indictione o indicione) deve essere stata un ciclo prima quinquennale e successivamente quindicinale delle imposte adottato nell'Antico Egitto. Successivamente i Romani fecero proprio questo sistema di computo venendo, di conseguenza, trasmesso nei territori dell'Impero e quindi nei vari Stati che sorsero sulle sue ceneri. Sistema cronologico accompagnato quasi sempre da uno di un altro tipo, l'indizione poteva essere di tipo:
1. romana o pontificia: fa incominciare il ciclo a partire dal 25 dicembre in anticipo rispetto all'inizio dell'anno.
2. greca, senese e bedana/cesarea fanno incominciare l'anno a settembre in anticipo rispetto all'inizio dell'anno, precisamente: il 1º settembre la greca, l'8 la senese e il 24 la bedana.
3. genovese: anch'essa indizione settembrina, fa incominciare il calcolo dal 24 settembre come la Bedana, ma in ritardo rispetto all’inizio dell’anno.

##### Il giorno e il mese
Il giorno e il mese (l'anno fu ripartito in dodici mesi da Numa Pompilio) sono elementi di datazione che entrano in modo tardivo: fino al X/XII secolo ci sono documenti datati soltanto con l’anno e il mese, senza il giorno. Comunque, anche queste sottoripartizioni temporali. Per quanto riguarda il giorno, si può dividere il suo calcolo secondo due assi:
1. Il giorno riferito alla settimana: 
  - secondo il sistema ebraico-cristiano abbiamo come ultimo giorno della settimana il sabato, per cui avremo: feria prima (domenica), feria secunda (lunedì), tertia (martedì), ecc.: sabato ultimo giorno settimana, quindi la domenica è la prima feria. Sistema utilizzato principalmente per i testi.
  - secondo il calendario pagano-romano (dies Solis, Lunae, Martis, Mercurii, Iovis, Veneris, Saturnii) à è più diffuso il secondo sistema, fuorché nei documenti liturgici e monastici.
2. Il giorno riferito al mese:
  - secondo il calendario pagano-romano: diviso in calende, idi e none.
  - secondo il calendario liturgico: si faceva riferimento al calendario liturgico per indicare i termini di un contratto o di un negozio giuridico (dies Martis post Pentecostem, ad esempio).
  - secondo la Consuetudo bononiensis. Sistema formulato dai bolognesi, si estese poi in Italia centro-settentrionale e consisteva nel mettere assieme il computo romano e quello “moderno” da noi utilizzato, ovvero dividendo il mese in due metà e, dato quel giorno, computa: in modo ascendente i giorni dal 1° al 15 (primo entrante mense februarii = 1º febbraio); nel caso del giorno spartiacque, a seconda se il mese è di 30 o 31 giorni (in medio mensis); dal 16 al 31 il computo è retrogrado (tertio exeunte mense februarii = 26 febbraio).
  - secondo il sistema moderno oggi utilizzato.

##### Le ore
Il giorno, per quanto riguarda il calendario romano, era diviso in 12 ore diurne (il giorno andava dalle 6 del mattino - hora prima - alle 18 - hora duodecima) e quattro ore notturne (dalle 18 alle 6 del mattino le ore venivano chiamate vigiliae).

## L'edizione critica

### Premessa e primi elementi
L'analisi di un documento prevede che esso venga redatta attraverso determinate forme e stilemi di ricerca che ne diano efficacia presso la comunità internazionale di studiosi. Come esiste l'edizione critica in campo filologico (sia moderno che classico), esiste anche quella propria della scienza diplomatica la quale, in Italia, adotta queste caratteristiche fondamentali sia nella strutturazione, che nella trasposizione in caratteri moderni del testo del documento analizzato:
1. La presenza della datazione cronica basata sul calcolo moderno (anno, mese e giorno) e della datazione topica
2. Il regesto, ovvero il riassunto breve del dispositivo del documento analizzato
3. La traditio, ovvero la segnatura archivistica, la misurazione dell'altezza e della base del documento in millimetri ed infine lo status del documento, ovvero se si tratta di un originale, di una copia o di un falso
4. La descrizione, sia diplomatistica che paleografica, in cui vengono messi in risalto aspetti particolari del documento (es: rasature, macchie in paleografia; uso sbagliato di datazioni croniche o di formulari inusuali in diplomatica).

### Le regole di trascrizione
La trascrizione del testo del documento che deve avvenire, tenendo conto dell'assoluta fedeltà al medesimo, attraverso delle regole fondamentali che lo trascrivano secondo i canoni linguistici moderni.

#### La resa delle lettere e dei numerali
1. Si trascrive /J/ con /I/ nei testi latini di qualunque tempo e nei testi volgari non dialettali.
2. Si distingue tra U e V, usando la prima per vocale e semiconsonante.
3. In parole mediolatine di origine germanica la UU si trascrive W (es. /werra/, /wido/).
4. Segni alfabetici diversi:  a) I numerali: si trascrivono con fedeltà al modello, facendo uso delle cifre romane e di quelle indo-arabiche. La fedeltà al modello comprende per i numeri romani anche il mantenimento delle forme in aumento (es: 9 espresso con VIIII e non con IX) e la non rara presenza di punti che contraddistinguono i numeri romani dai corrispondenti segni alfabetici (.MCCCC.) b) In caso di segni convenzionali per frazioni o quantità relative va valutata caso per caso l’incidenza, quindi scelta e dichiarata la soluzione migliore tenendo presente sia dell’intelligibilità del testo sia della sua resa grafica.

#### L'uso delle parentesi
1. Uso parentesi tonde. Le abbreviazioni, sia per troncamento che per contrazione (o miste), devono essere sciolte se possono dare ad interpretazioni diverse e/o la corrispondenza non è sicura. I segni alfabetici sostituiti si pongono tra parentesi tonde, per esempio: capit(aneus) oppure capit(udines); gr(ati)a oppure gr(aci)a. Insomma, si mettono tra parentesi quando ci sono delle abbreviazioni dubbie che possono dare più nomi.
2. Uso parentesi quadre. Si usano quando vi sono guasti di lettere, parole o passi la cui lettura è possibile ricorrendo soltanto tramite la luce di Wood o la cui restituzione si basa sul formulario consueto: Mart[inus].
3. Uso parentesi uncinate. Le integrazioni di omissioni dovute a lapsus dello scrivente sono segnalate con parentesi uncinate. Esempio: Mart<i>nus per la parola Martnus.

#### L'uso delle maiuscole e delle minuscole
L’uso delle maiuscole e delle minuscole deve essere riportato alle norme attuali, quindi si usa la maiuscola:
1. All’inizio del testo e dopo punto fermo;
2. Per i nomi di persona, di luogo e per quelli di popolo e di religione e i relativi aggettivi.
3. Per le persone sacre, in modo che non più di una parola per ciascuna persona abbia la maiuscola (es 1: virginis Maria, ma Mater Dei[N 6]; es. 2: ecclesia Sancti Francisci, ma sanctus Francisci[N 7]).
4. Per i nomi che designano gli ordini religiosi e cavallereschi (frater Gabriel ordins fratrum Minorum[N 8]).
5. Per le feste, ma in modo che non più di una parola abbia la maiuscola (es: post Nativitatem, ma post nativitatem Domini).
6. Per le forme politiche e religiose: per Ecclesia e Imperium e i corrispettivi volgari sono in maiuscolo quando si riferiscono alle due istituzioni universali; al contrario, gli enti “locali” come il comune (comunis Mediolani), vanno in minuscolo.

#### Ulteriori avvertimenti
1. Chiudere tra virgolette le citazioni letterali di testi biblici, giuridici, etc.
2. Le lacune provocate da guasti della pergamena o da cadute dell’inchiostro sono rese con tanti puntini quanti si presume potessero essere le lettere che occupavano tale spazio, in base al conteggio delle stesse sul rigo integro più prossimo a quello danneggiato. Es: Mart……..; oppure con tre puntini convenzionali e una nota che dia conto dell’estensione in mm del guasto à Mart…seguito in nota da mm 30

#### Gli spazi
Per quanto riguarda i capoversi, nella trascrizione dei documenti si fanno solo per:
1. Sottoscrizioni (ad es. signa manuum testium e auctoris, sottoscrizioni autografe e notarili)
2. elementi e sottoscrizioni di convalida dei documenti cancellereschi.

Importante è anche segnalare la divisione dei righi:
1. Per la divisione da un rigo ad un altro, essa è segnalata con una sbarra verticale o obliqua, talvolta anche seguita dal numero di rigo (| o /).
2. Per il cambiamento di pagina. Il cambiamento di pagina o colonna viene invece segnalato con una doppia sbarra verticale oppure obliqua (|| o //)

#### Le note
Durante la trascrizione del testo, il diplomatista utilizza due tipologie di note per segnalare delle particolarità o delle precisazioni in merito alla forma o al contenuto del testo:
1. Note filologiche: espresse in ordine alfabetico, si utilizzano per rimarcare anomalie paleografiche (es: trascrizione di una parola in interlinea in quanto il notaio o il cancelliere si erano dimenticati di metterlo)
2. Note storiche: espresse in ordine numerico, si utilizzano solo per risolvere delle ambiguità e non per descrivere la persona storica oggetto del documento.

### Il commento diplomatistico
Prevede l'analisi del tenor così come presentato nelle sezioni antecedenti, l'uso degli stili cronologici e la loro analisi sia teorica che concreta, ossia in merito al documento in questione.

### Il commento paleografico
Il commento paleografico prevede l'analisi della scrittura in questione, le particolarità delle singole lettere in merito all'andamento con cui sono state scritte (il ductus), alla loro grandezza (modulo), ai chiaroscuri e ad altre particolarità quali la presenza alternante di scritture diverse (onciali, caroline, gotiche, capitali, etc.), di scritture maiuscole e minuscole e di particolari abbellimenti (miniature, gli "svolazzi cancellereschi") e delle abbreviazioni.

### Esplicative
1. ↑  L'analisi diplomatista dei documenti pubblici in area tedesca non poteva che essere rivolta a quelli prodotti dalle cancellerie degli imperatori del Sacro Romano Impero Germanico durante il Basso Medioevo. I lavori degli studiosi sotto riportati si concentrarono, difatti, principalmente sotto quest'aspetto. Ne è un esempio l'elaborazione, ad opera dello storico Leopold von Ranke, della ricerca e dell'analisi dei documenti imperiali negli Jahrbücher der Geschichte des deutschen Reiches (Annali della storia dell'Impero tedesco, 1834). Cfr. Bresslau, p. 40.
2. ↑  Valenti, p. 228, riconfermando quanto detto dal Paoli, dà questa definizione della diplomatica:
«...è documento in senso diplomatistico ogni testimonianza scritta di un fatto di natura giuridica compilata con l'osservanza di certe determinate forme, le quali sono destinate a procurarle fede e a darle forza di prova.»
3. ↑  Sickel, nella macro-tripartizione del documento, parlava di protocollo iniziale (il protocollo come qui inteso) e di protocollo finale, per indicare l'escatocollo. Questa divisione, adoperata dalla scuola tedesca e da quella italiana tra '800 e '900 (cfr. Bresslau, p. 48; Paoli, p. 9), fu poi abbandonata da quella italiana della seconda metà del Novecento che preferì parlare rispettivamente di protocollo ed escatocollo: «... preferiamo perciò riservare il termine "protocollo" alla sola parte introduttiva e indicare, per analogia, quella terminale con "escatocollo"» (Pratesi, p. 74).
4. ↑  Bresslau, p. 11; Bresslau, p. 12 n. 16, in cui si sottolinea l'incompatibilità o imprecisione tra i due tipi di autore patrocinate dalla scuola tedesca: 
«Paoli, che definisce autore l'emittente (Aussteller)..., denomina in tal modo non il promotore (Urheber) della documentazione, bensì quello del fatto giuridico documentato (azione giuridica)...., così che secondo la sua definizione non è possibile in generale l'identità tra autore (Aussteller) e destinatario.»
5. ↑  La differenza tra l'uso di actum e datum non è casuale: actum indica il momento a partire dal quale ha validità il documento privato; datum, invece, è la data del documento pubblico.
6. ↑  Nel primo caso abbiamo un aggettivo e un nome; nel secondo caso invece abbiamo due sostantivi.
7. ↑  Nel primo caso si fa riferimento ad un edificio religioso, nel secondo invece ci si riferisce alla persona di Francesco d’Assisi, per cui sanctus è un attributo.
8. ↑  In maiuscolo va solo l'elemento discriminante che identifica un particolare tipo di ordine.

### Bibliografiche
1. ↑  Bresslau, pp. 22-23.
2. ↑  Bresslau, p. 26 e Pratesi, p. 18.
3. ↑  Pratesi, p. 18.
4. ↑  Bresslau, p. 29.
5. ↑  de Lasala-Rabikauskas, p. 24, Diplomatica
6. ↑  de Lasala-Rabikauskas, p. 24.
7. ↑  Per una ricostruzione più dettagliata, cfr. Manaresi, Mabillon
8. ↑  Pratesi, p. 22; Imbruglia: 
«Esibire le «pruove»  rimuovendo ogni fonte non verificabile e risalire nel tempo fin dove fosse possibile poggiare sulla certezza e sul «vero» fu il metodo esposto nella Prefazione (p. XIX)»
9. ↑  Bresslau, p. 34 e Pratesi, pp. 22-23.
10. ↑  Manaresi, Mabillon.
11. ↑  Per approfondire, cfr. il saggio di Hiatt
12. ↑  Hiatt, pp. 351-352, n.1.
13. ↑  Hiatt, p. 351.
14. ↑  de Lasala-Rabikauskas, p. 27, n. 28.
15. ↑  Histoire de l'École nationale des chartes.
16. ↑  de Lasala-Rabikauskas, p. 29; Bresslau, p. 40.
17. ↑  Holtzamann.
18. ↑  Pratesi, p. 25.
19. ↑  Pratesi, pp. 24-25.
20. ↑  Clemens, p. 100; p. 115.
21. ↑  Olivieri.
22. ↑  Archivio Segreto Vaticano - note storiche.
23. ↑  de Lasala-Rabikauskas, pp. 143-144.
24. ↑  Pratesi, p. 27.
25. ↑  Pratesi, p. 26.
26. ↑  Cfr. il necrologio stilato da Schiapparelli, pp. 171-175.
27. ↑  Guerrini Ferri.
28. ↑  de Lasala-Rabikauskas, p. 37.
29. ↑  de Lasala-Rabikauskas, p. 38; p. 38 n. 50.
30. ↑  Bresslau, p. 14.
31. ↑  Valenti, p. 226.
32. ↑  Pratesi, pp. 8-9.
33. ↑  F. Valenti, idem, p. 229
34. ↑  «Documento è una testimonianza scritta redatta secondo determinate forme variabili in relazione al luogo, all'epoca, alle persone e al negozio, su un fatto di natura giuridica», in Pratesi, pp. 11-12.
35. ↑  Paoli, p. 2.
36. ↑  Valenti, p. 246:
«Ne deriva, per concludere, che quello che in dipllomatica chiamiamo documento "pubblico" coincide sostanzialmente col documento cancelleresco, emesso cioè da una pubblica autorità in forma tale che i mezzi di autenticazione traggano la loro efficacia dall'autorità stessa che compie l'atto.»
37. ↑  Valenti, p. 246:
«...mentre il documento che chiamiamo "privato", e quindi non cancelleresco, è quello in cui l'autore dell'azione...ricorre a mezzi di autenticazione al di fuori della propria persona e delle cerchia dei propri poteri: in pratica, prima alle testimonianze di terzi e più tardi alla "manus publica" del notaio, a ciò abilitato dall'Impero o, talora, dal Papato.»
38. ↑  Pratesi, p. 34.
39. ↑  Pratesi, pp. 105-109.
40. ↑  Valenti, p. 285.
41. ↑  Valenti, p. 286: «...o se invece presenta forme di validazione sue proprie, capaci di fame uno strumento giuridico a sua volta...»
42. ↑  Valenti, p. 286: «se la copia che abbiamo sott'occhio non è altro che la trascrizione di un certo documento...»
43. 1 2  Pratesi, p. 106.
44. ↑  Valenti, pp. 285-286: «nel senso che vi siano state aggiunte o levate o mutate o sostituite determinate parole, nomi o frasi».
45. ↑  Per approfondire, cfr. Petrucci, pp. 25-33 o Cencetti, pp. 11-14 o Battelli, pp. 33-43.
46. ↑  Pratesi, p. 68.
47. ↑  
«Esso era costituito dalle iniziali del notaio  (nome e cognome)  e da ogni serie di aggiunte che l’estro e il gusto lasciavano liberamente suggerire; era cura dei notai,  infatti,  arricchire i propri signa di elementi decorativi che potessero differenziarli e renderli distintivi e personali.»
(Lanfranchi, p. 45)
48. ↑  Marazzini, p. 168: 
«Vi fu dunque un lungo lasso di tempo in cui la lingua volare, formatasi dalla trasformazione del latino volgare, esistette nell'uso, sulla bocca dei parlanti, ma ancora non venne utilizzata per scrivere [...] Ad un certo punto, però, l'esistenza del volgare cominciò a farsi sentire, almeno in maniera indiretta. La si avverte nel latino medievale, che lascia trapelare in modo a volte evidentissimo i volgarismi...»
49. ↑  Paoli, pp. 44-45.
50. ↑  Paoli, p. 47.
51. ↑  Paoli, pp. 54-55.
52. ↑  Paoli, p. 9.
53. ↑  Pratesi, pp. 73-88; Bresslau, pp. 48-51; Manaresi, Diplomatica e Paoli, pp. 9-10; pp. 106-156
54. ↑  Valenti, pp. 251-253 e Pratesi, pp. 39-46.
55. ↑  Pratesi, p. 35.
56. ↑  Pratesi, p. 37.
57. ↑  Paoli, p. 8.
58. ↑  Pratesi, p. 123.
59. ↑  Cappelli, p. 3.
60. ↑  Paoli, p. 186.
61. ↑  Paoli, p. 188 e Pratesi, pp. 125-126.
62. 1 2  Paoli, p. 190.
63. ↑  A Milano e a Varese, fino al XIV secolo, i documenti riportano l’anno ab incarnacione (quindi lo Stile dell'incarnazione), ma in realtà il computo si basa sullo Stile della natività.
64. ↑   Lc 2,21, su La Parola - La Sacra Bibbia in italiano in Internet.
65. ↑  Pratesi, pp. 111-121.